# Hello Down There
Hello Down There es una película de comedia y aventuras estadounidense de 1969 protagonizada por Tony Randall y Janet Leigh que fue estrenada por Paramount Pictures. Fue producida por George Sherman e Ivan Tors y dirigida por Jack Arnold y Ricou Browning (secuencias submarinas). El guion fue escrito por John McGreevey y Frank Telford.

## Argumento
Fred Miller debe demostrar que su nuevo diseño para una casa submarina es viable convenciendo a su familia de vivir en ella durante 30 días. Su hijo y su hija son miembros de una banda de rock emergente e invitan a los otros dos miembros de la banda a vivir con ellos durante el experimento. Su hogar temporal, al que Miller llama la «cebolla verde», se encuentra a 90 pies bajo la superficie del océano y está repleto de modernos electrodomésticos y comodidades para la ama de casa Vivian, todos diseñados por Miller. Una gran abertura en el suelo proporciona acceso directo desde y hacia el mar.
Al grupo pronto se une una foca residente llamada Gladys y un par de delfines que se mantienen cerca y se defienden de los tiburones. La familia se enfrenta a muchos obstáculos, incluido un diseñador rival de Undersea Development, Inc. que comienza a causar problemas.
Mientras tanto, el sencillo de la banda llama la atención del ejecutivo discográfico Nate Ashbury, quien quiere ficharlos. Los reserva para una actuación televisada en The Merv Griffin Show sin comunicarse primero con ellos. Después de enterarse de que están viviendo bajo el mar, planea llevar a Griffin y al equipo de televisión a la «cebolla verde», pero la marina es alertada por el sonido de la música y comienza a sospechar.

## Reparto
- Tony Randall como Fred Miller.
- Janet Leigh como Vivian Miller.
- Jim Backus como T. R. Hollister.
- Ken Berry como Mel Cheever.
- Roddy McDowall como Nate Ashbury.
- Charlotte Rae como Myrtle Ruth.
- Richard Dreyfuss como Harold Webster.
- Kay Cole como Lorrie Miller.
- Gary Tigerman como Tommie Miller.
- Lou Wagner como Marvin Webster.
- Bruce Gordon como Almirante Sheridan.
- Lee Meredith como el Dr. Wells.
- Frank Schuller como Alan Briggs.
- Arnold Stang como Jonah.
- Harvey Lembeck como Sonarman.
- Merv Griffin como él mismo.
- Henny Backus como la Sra. Webster.
- Pat Henning como Reilly.
- Jay Laskay como Philo.
- Bud Hoey como el Sr. Webster.
- Charles Martin como suboficial jefe.
- Frank Logan como Capitán.
- Andy Jarrell como Radioman.
- Lora Kaye como secretaria.

## Producción
Hello Down There se filmó de octubre a diciembre de 1967, con escenas interiores filmadas en Ivan Tors Studios (ahora conocido como Greenwich Studios) en Miami, Florida. Las secuencias submarinas fueron fotografiadas en Ivan Tors Underwater Studios en las Bahamas.
El relanzamiento de la película en 1974 fue parte de la serie Paramount Family Matinee.

## Recepción
En una reseña contemporánea para The New York Times, el crítico A. H. Weiler calificó la película como una «revoltijo amable» y escribió: «El Sr. Randall, luciendo afligido y acosado, reprende a su esposa nerviosa: 'No puedes ignorar el 71 por ciento de la superficie de la tierra simplemente porque está bajo el agua. En el caso de 'Hello Down There', definitivamente debería ser ignorado».
Una reseña del Daily News también fue tibia y calificó a Hello Down There como una «comedia familiar típica y rutinaria para el público en general» mientras elogiaba la fotografía submarina, así como la foca y los delfines «... que parecen actuar con más sensatez que los adultos».

## Medios domésticos
Hello Down There fue lanzada el 22 de febrero de 2005 como DVD de la Región 1 por Paramount Pictures. La película volvió a estar disponible el 25 de junio de 2013 como un DVD-R fabricado bajo demanda a través de la página web de Warner Bros. Archive Collection.